# John Connally
John Bowden Connally Jr. (Floresville, 27 febbraio 1917 – Houston, 15 giugno 1993) è stato un politico statunitense.

## Biografia
Nato a Floresville, in Texas, John Connally ha intrapreso la carriera legale dopo essersi laureato all'Università del Texas ad Austin. Durante la seconda guerra mondiale ha fatto parte dello staff di James Vincent Forrestal e Dwight D. Eisenhower, prima di trasferirsi sul fronte del Pacifico. Dopo la guerra, divenne assistente del senatore Lyndon B. Johnson. Quando Johnson assunse la vicepresidenza nel 1961, convinse il presidente John Fitzgerald Kennedy a nominare Connally alla carica di segretario della Marina degli Stati Uniti. Connally lasciò l'amministrazione Kennedy nel dicembre 1961 per candidarsi con successo a governatore del Texas. Nel 1963, Connally era a bordo della limousine presidenziale quando Kennedy fu assassinato e rimase gravemente ferito. Durante il suo governatorato, che andò dal 1963 al 1969 fu un democratico conservatore.
Nel 1971 il presidente repubblicano Richard Nixon nominò Connally segretario al Tesoro. In questa posizione, Connally presiedette quello stesso anno all'uscista del dollaro statunitense dal gold standard, un evento noto come lo "shock di Nixon". 
Connally si dimise dal gabinetto nel 1972 per guidare l'organizzazione Democrats for Nixon, che fece campagna per la rielezione di Nixon. Fu candidato a sostituire il vicepresidente Spiro Agnew dopo le dimissioni di quest'ultimo nel 1973, ma Nixon scelse Gerald Ford. Cercò la nomination repubblicana per la presidenza nelle elezioni del 1980, ma si ritirò dalla corsa dopo la prima serie di primarie. Dopo il 1980 Connally non cercò più una carica pubblica e morì di fibrosi polmonare nel 1993.

## Vita privata
Nel 1940 sposò Idanell Brill "Nellie" Connally, presente al suo fianco sulla limousine famosa per l'attentato mortale a Kennedy.